# Selaginella cordifolia
Selaginella cordifolia är en mosslummerväxtart som först beskrevs av Nicaise Auguste Desvaux och Jean Louis Marie Poiret, och fick sitt nu gällande namn av Antoine Frédéric Spring. Selaginella cordifolia ingår i släktet mosslumrar, och familjen mosslummerväxter. Inga underarter finns listade i Catalogue of Life.